# Komorów
Komorów este o arie protejată (sit de importanță comunitară — SCI) din Polonia întinsă pe o suprafață de 4,91 ha, integral pe uscat.

## Localizare
Centrul sitului Komorów este situat la coordonatele 50°20′41″N 20°01′08″E / 50.3448°N 20.0189°E.

## Înființare
Situl Komorów a fost declarat sit de importanță comunitară în octombrie 2009 pentru a proteja un număr necunoscut de specii din flora spontană și fauna sălbatică aflate în arealul zonei.

## Biodiversitate
Situată în ecoregiunea continentală, aria protejată conține 1 habitat natural: Pajiști uscate seminaturale și facies de acoperire cu tufișuri pe substraturi calcaroase (Festuco-Brometalia) (* situri importante pentru orhidee).
La baza desemnării sitului se află un număr nedeclarat de specii protejate.